# Karl Heinrich Heichemer

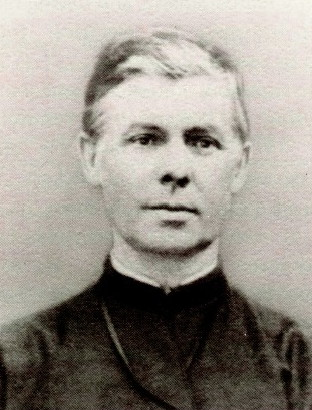
Karl Heinrich Heichemer

 Karl Heinrich Heichemer, auch Charles Henry Heichemer (* 31. Juli 1836, in Grünstadt, Pfalz; † 21. Oktober 1893 in Baltimore, USA), war ein katholischer Priester, Jesuit, von 1889 bis 1893 Prokurator (=Finanzchef) der großen Jesuiten-Ordensprovinz Maryland-New York und Lehrer für deutsche Sprache in Baltimore.

## Jugend und bürgerliches Leben
Karl Heinrich Heichemer ist am 31. Juli 1836 in Grünstadt als eines von mindestens 6 Kindern des Schlossermeisters Heinrich Heichemer u. seiner Frau Katharina geb. Trillich (aus Forst stammend) geboren. Mit seiner Schwester Elisabeth Maria (* 1834) und ihrem Ehemann, dem Schmied Joseph Mosbacher, aus Forst wanderte er in die USA aus. Sie überquerten von Le Havre aus den Atlantik an Bord des US-Segelschiffes „Mercury“ und erreichten New York City am 18. September 1854. 1859 siedelten auch seine Eltern und die anderen Geschwister in die USA über.
In den USA angekommen, betätigte sich der spätere Jesuitenpater Karl Heinrich Heichemer als Geschäftsmann im Norden New Yorks, wobei sein Nachruf ergänzend konstatiert, dass „die finanzielle Begabung sich zwar bald an seiner geschäftlichen Karriere ablesen ließ, er aber mit diesem Leben durchaus nicht zufrieden war und nach höheren Werten strebte“.  Die ganze Familie lebte in dem stark deutsch geprägten Pennsylvanien, wo Karl Heinrich Heichemer 1865–1866 als Posthalter in dem Städtchen Overton fungierte. Später wohnten die Heichemers im nahen Goshenhoppen, wo schon rund 100 Jahre früher der Pfälzer Jesuitenpater Theodor Schneider S.J aus Geinsheim (1703–1764) als erster deutscher katholischer Missionar Nordamerikas gewirkt hatte. Er erbaute in Goshenhoppen die „Most Blessed Sacrament“-Kirche, in der sich sein Grab befindet und wo noch heute ein Ölgemälde vom „Letzten Abendmahl“ hängt, versehen mit einer persönlichen Widmung des Kurfürsten Carl Theodor an ihn. Das Gotteshaus (1797 und 1835 erweitert) ist das drittälteste katholische in USA und das älteste in Pennsylvanien. Die Katholiken der Gegend hatten dort ihr religiöses Zentrum, und hier stieß auch der Pfälzer Katholik Karl Heinrich Heichemer auf den Jesuitenorden und trat in die Fußstapfen seines Landsmannes Theodor Schneider.

## Jesuit und Lehrer

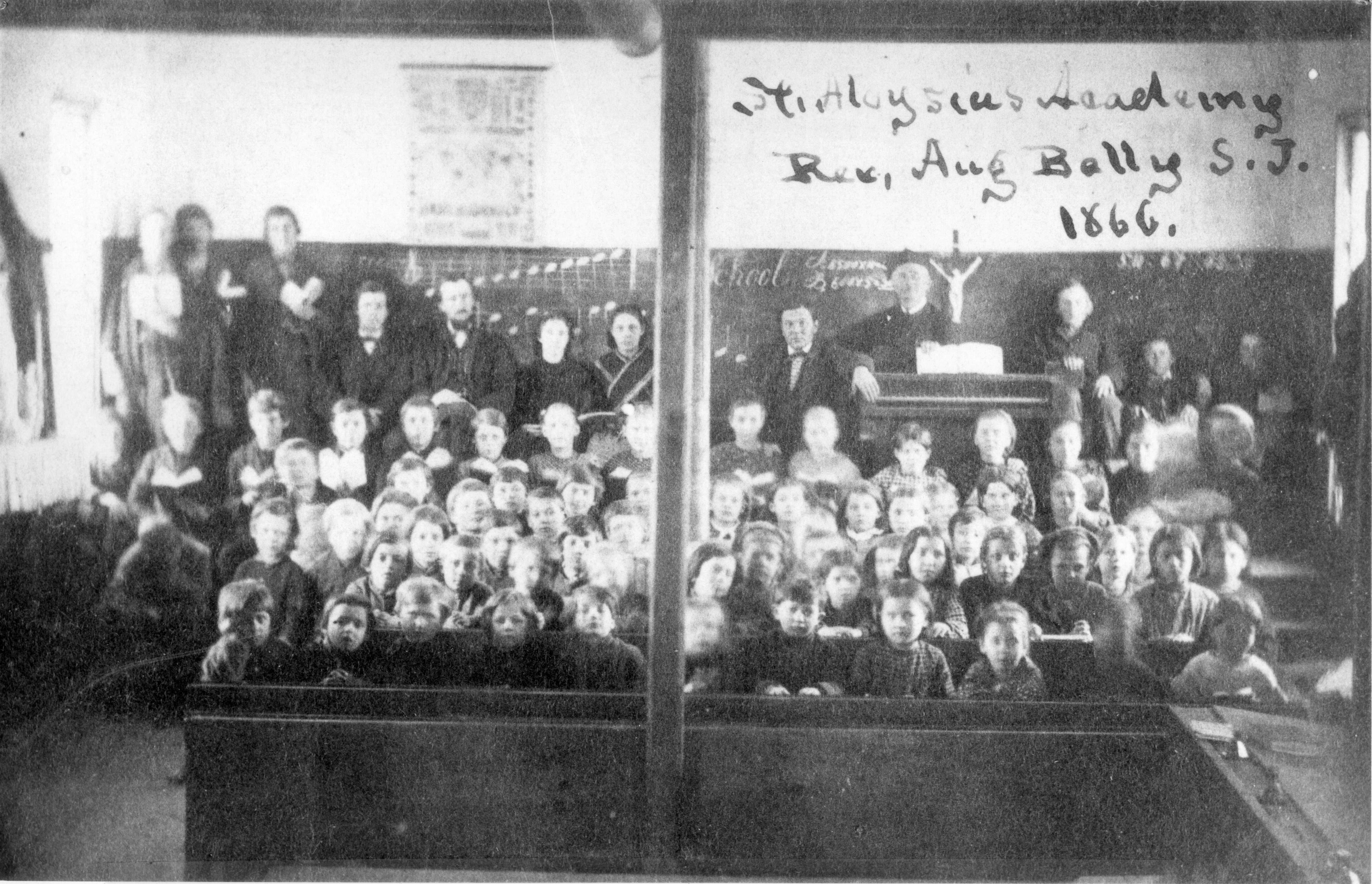
Jesuitenschule St. Aloysius, Goshenhoppen, 1866, Karl Heinrich Heichemer als Lehrer vor seinem Ordenseintritt, hinterste Reihe, 4. von links (neben dem Violin-schlüssel).

Zu jener Zeit leitete der Jesuitenpater Augustin Bally die Missionsstation, ein außergewöhnlicher und verdienstvoller Mann, nach dem nun der ganze Ort benannt ist. Das alte Goshenhoppen heißt heute Bally (Pennsylvania). Heichemer war zunächst als Lehrer – und gewöhnlicher Laie – an der dortigen Jesuitenschule „St. Aloysius Academy“ tätig, die noch von Pater Schneider aus Geinsheim gegründet, als älteste katholische Schule der Vereinigten Staaten gilt. Es existiert ein schönes (aber undeutliches) Schulbild von 1866, auf dem er im Schulsaal neben Pater Bally steht. Laut Nachruf in der Jesuitenzeitschrift „Woodstock Letters“ 1894, Band 23, Seiten 153/154, trat der schon fast 31-jährige Spätberufene, Karl Heinrich Heichemer, am 25. Juli 1867 zu Frederick/Maryland, als Novize in den Jesuitenorden ein. Der Census Record (Volkszählung) von 1870 bezeichnet ihn als Lehrer in Baltimore, Maryland. Im Woodstock-College Maryland erhielt er 1875 die Priesterweihe. Dort verblieb er zunächst als Pater u. stellvertretender Prokurator der Jesuitenprovinz Maryland. 1878 u. 1879 war er Spiritual (=geistlicher Betreuer der Patres) des Jesuitenklosters Boston u. Seelsorger der dortigen Trinity-Church (Dreifaltigkeitskirche).
1879–1882 amtierte der Grünstadter als Superior (Ordensoberer) des Jesuitenkonvents und Pastor der St. Francis Xavier Church, Old Bohemia, Cecil County, Maryland, damals Erzbistum Baltimore, heute Diözese Wilmington. Über die Geschichte dieser Pfarrei publizierte Pater Thomas Peterman, Priester des Bistums Wilmington, 2004 ein umfangreiches Buch mit dem Titel: „A History of St. Francis Xavier Catholic Shrine, in Cecil County, Maryland“. Hier ist Karl Heinrich Heichemer als „bayerischer Pater“ – die Pfalz gehörte ja damals noch zum Königreich Bayern – mehrfach genannt, vornehmlich auf Seiten 238 u. 239. Das Buch konstatiert weiter, Pater Heichemer sei vom zuständigen Bischof Becker zusätzlich auch die benachbarte katholische Gemeinde in Chesapeak City anvertraut worden, da er als „tatkräftiger junger Priester“ bekannt war. Dort habe er für die Kirche u. a. die Kreuzweg-Bildstationen angeschafft u. am 20. April 1879 geweiht. Die St. Franzis Xavier Kirche in Old Bohemia fand er in „jämmerlichem Zustand“ und den Jesuitenkonvent „spirituell verarmt“ vor. Unverzüglich begann der Grünstadter Geistliche damit, die Gebäude zu renovieren und mit neuen Einrichtungsgegenständen auszustatten. Mit seinen Predigten und Besuchen in den Familien erneuerte er laut Pater Petermann die Religiosität der Pfarrangehörigen völlig. Außerdem führt er die Übung der „Ignatianischen Exerzitien“ und die „Marianische Sodalität“ ein.
1883 wurde Pater Heichemer stellvertretender Superior (=Oberer) am Boston Jesuiten-College, einer der bedeutendsten katholischen Hochschulen in USA. Gleichzeitig war er der Hauptpastor der zugehörigen Kirchengemeinde.
Von 1886 bis 1888 betreute er als verantwortlicher Priester die Herz-Jesu Pfarrei von White Marsh, Bowie (Maryland). In dem von Pfarrer John F. Hogan 1975 verausgabten Büchlein „Eine Monographie über die Gründung und Entwicklung der alten Herz Jesu Kapelle, White Marsh, Bowie, Maryland, 1741–1975“ wird Pater Heichemer, auf Seite 20, als der dort 1886–88 ansässige Seelsorger benannt.
Ab 1889 fungierte Karl Heinrich Heichemer als Prokurator der Jesuitenprovinz Maryland-New York u. gleichzeitig als Lehrer für deutsche Sprache am Loyola College Baltimore, Maryland; überdies versah er die Seelsorge im Stadthospital. Als Prokurator wachte er über den finanziellen Haushalt der ganzen Jesuitenprovinz und koordinierte die weltlichen Geschäfte der Ordensgemeinschaft. Man könnte ihn salopp als den Finanz- und Wirtschaftsminister der großen Ordensprovinz bezeichnen. Aus dieser Zeit haben sich eine Vielzahl geschäftliche Briefe und sonstige Dokumente des Paters erhalten.

## Tod und Nachruf
Pater Karl Heinrich Heichemer S.J. verstarb 57-jährig, am 21. Oktober 1893, im Loyola College, zu Baltimore, Maryland u. wurde auch dort begraben. Im Nachruf der Jesuitenzeitschrift „Woodstock Letters“, werden die näheren Todesumstände des Grünstadters beschrieben und es heißt:

„Schon einige Tage litt er an akuten Schmerzen in der linken Seite, aber der untersuchende Arzt stellte keine besondere Verschlimmerung des Leidens fest. Das Herz arbeitete normal. Am 20. Oktober, nachts, wurde der Arzt zwei mal gerufen und blieb für je eine Stunde. Als er am 21.10., frühmorgens gegen 05.00 Uhr ging, war er recht zufrieden mit dem Befinden des Patienten, ebenso wie auch jene Ordensbrüder, die den Pater sahen, froh über dieses hoffnungsvolle Anzeichen waren.  Gegen 10 Uhr früh ruhte er still aus. Nur eine Viertelstunde später fand man ihn auf dem Boden liegend, augenscheinlich bereits tot. Schnellstens wurden die Mitbrüder zusammengerufen und man spendete ihm noch die Sterbesakramente. Nach Auffassung des Arztes sei er am Schlaganfall gestorben. (Aus heutiger Sicht lassen die permanenten Schmerzen auf der linken Körperseite eher einen Herzinfarkt als Todesursache vermuten.)“

Der Necrolog fährt fort:

„Pater Heichemer führte ein erbauliches Leben und er zelebrierte noch eine Messe am Tag bevor er starb, am gleichen Morgen hatte er gebeichtet. .... Wie unser Gründer St. Ignatius von Loyola ließ er sich nicht durch sein fortgeschrittenes Alter entmutigen, denn er war schon 30 Jahre, als er in Goshenhoppen unter Pater Bally begann, die lateinische Sprache zu erlernen. Fast unüberwindliche Schwierigkeiten für den mittelmäßigen Studenten, die er aber bald bezwang. Am 25. Juli 1867 wurde er als Novize in Frederick/Pennsylvanien angenommen. Sein Aufenthalt dort ist denkwürdig für die Reinheit seiner Absichten  und die gewissenhafte Erfüllung der Ordensregeln. Sein ganzes Leben spiegelte diesen Charakter wider. Er hatte sich der „Gesellschaft Jesu“ geschenkt und wollte für sie arbeiten. Die getreue Befolgung ihrer Gesetze war sein Ziel. .... Es muß gesagt werden, daß er nicht nur als Prokurator der Ordensprovinz, sondern jedem ihm anvertrauten Amt seine tiefsten Interessen widmete. Angetrieben durch überirdische Motive erachtete er keine Anstrengung als zu groß, wenn die Pflicht ihn rief. Sein Erfolg in den geschäftlichen Angelegenheiten des Ordens war beträchtlich."“

 In den Archivalien der Jesuiten-Provinz Maryland ist das handgeschriebene Testament des Grünstadter Paters Karl Heinrich Heichemer aus dem Jahre 1891 aufbewahrt. (Georgetown University, Washington D.C., Box 25, Fold 14, Jesuit Wills 1851–1903).
Jakob Bisson, erwähnt ihn in seinem Buch „Sieben Speyerer Bischöfe und ihre Zeit“, Pilger Verlag Speyer, 1956 (Seite 193).

## Familiäres Umfeld

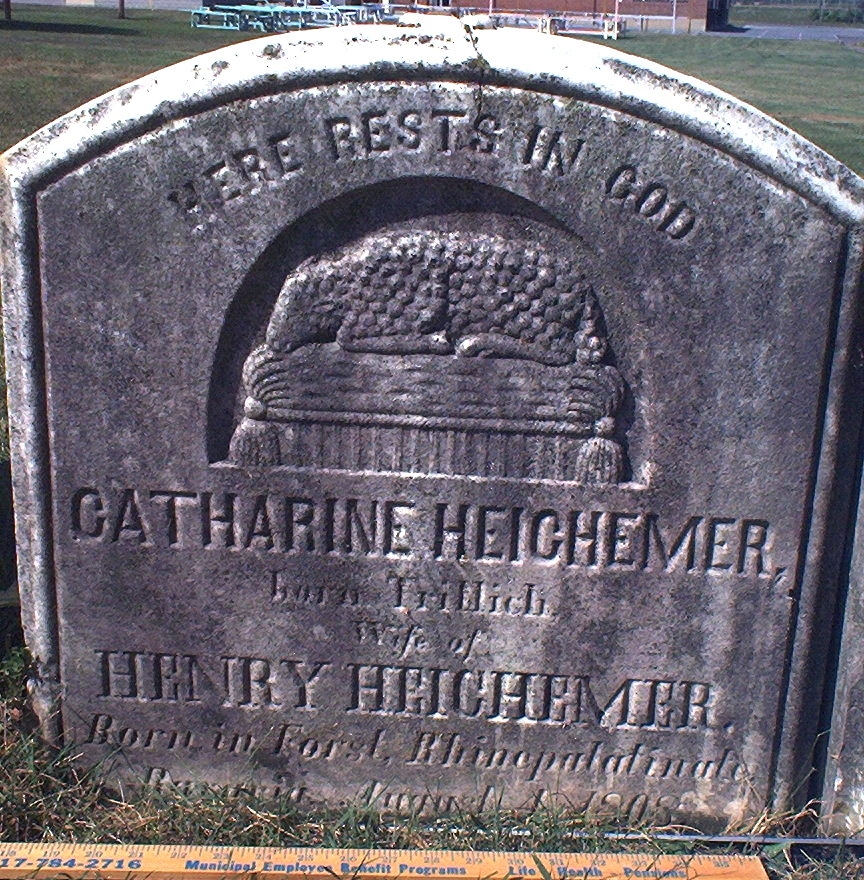
Grabstein von Pater Heichemers Mutter, Bally (Pennsylvania)

Pater Heichemer und Angehörige ließen der 1871 verstorbenen Mutter, bei der alten Pfälzer „Most Blessed Sacrament“ Kirche von Goshenhoppen (heute Bally (Pennsylvania)), einen wunderschönen Grabstein errichten, geziert mit einem Gotteslamm auf einem Kissen. Er existiert noch heute und trägt die (englische) Inschrift: „Hier ruht in Gott, Catharine Heichemer, geborene Trillich, Ehefrau von Heinrich Heichemer, geboren zu Forst in der Rheinpfalz, geb. am 4. August 1808.“ (Leider sind das Todesdatum und eine evtl. Widmung im Boden eingesunken und momentan nicht mehr lesbar).
Die Familie war später von Pennsylvanien nach Kansas verzogen und Pater Heichemers Vater, der Witwer von Catharina geb. Trillich aus Forst, ist dort auf dem Calvary Cemetery, Wichita beigesetzt. Sein Grab existiert noch (Sektion 1, Reihe 30, Grabstätte 23). Der Stein ist jedoch äußerst einfach gehalten und trägt nur die nackten Lebensdaten: „Heinrich Heichemer, geboren 6. Mai 1806, gestorben 27. Dezember 1893“. Auch die Tochter Elisabeth und ihr Ehemann Joseph Mosbacher – die mit Pater Heichemer 1854 in die USA ausgewandert waren – lebten als sehr wohlhabende Bürger und Geschäftsleute in Wichita Kansas. Die 1834 in Grünstadt geborene Elisabeth Maria Mosbacher geb. Heichemer verstarb dort am 24. September 1915 und wurde auf dem Maple Grove Cemetery beigesetzt.